# عهد تمیمی
عهد تمیمی (عربی: عهد التميمي، زاده ۳۱ ژانویهٔ ۲۰۰۱)؛ دختر کنشگر فلسطینی است به دلیل مبارزه با اشغالگر کرانه باختری رود اردن شهرت یافت. تصاویر مقابله او با نیروهای اسراییلی از ایام کودکی در رسانه‌های جهان بازتاب یافت. مقاومت او در برابر نظامیان اسراییلی وی را به قهرمان ملی فلسطینیان تبدیل کرد. وی چندین بار بازداشت شد. بازداشت وی انتقادات را به جهت نقض حقوق کودکان متوجه اسراییل کرد. تظاهراتی در اروپا برای آزادی وی از زندانهای اسراییل ترتیب داده شد. نمایندگی اروپا در رام‌الله و بیت‌المقدس نیز در بیانیه‌ای خواستار آزادی او و دیگر کودک دستگیرشده فلسطینی شد.وی بابت تهاجم به یک سرباز اسرائیلی به زندان افتاد. وی به آن سرباز سیلی و لگد زده بود.